# Crinum papillosum
Crinum papillosum är en amaryllisväxtart som beskrevs av Inger Nordal. Crinum papillosum ingår i släktet Crinum, och familjen amaryllisväxter. Inga underarter finns listade i Catalogue of Life.